# Olympische Sommerspiele 1972/Gewichtheben – Schwergewicht (Männer)
Das Gewichtheben im Schwergewicht bei den Olympischen Sommerspielen 1972 in München wurde am 4. September in der Gewichtheberhalle auf dem Messegelände Theresienhöhe ausgetragen.
Der Wettkampf galt gleichzeitig als Weltmeisterschaft. Somit wurden in den jeweiligen Teildisziplinen auch Weltmeisterschaftsmedaillen vergeben.

## Wettkampfformat
Die Athleten traten im sogenannten Dreikampf gegeneinander an. Dieser bestand aus den Disziplinen Drücken, Reißen und Stoßen. Jeder Athlet hatte für jede der drei Disziplinen drei Versuche, der beste Versuch einer jeden Disziplin wurde gewertet und mit den anderen addiert. Sieger war der Athlet, welcher hieraus das meiste Gesamtgewicht vorweisen konnte.

## Ergebnisse
| Rang | Athlet               | Nation             | Kgw.   | Drücken (kg) | Drücken (kg) | Drücken (kg) | Drücken (kg) | Reißen (kg) | Reißen (kg) | Reißen (kg) | Reißen (kg) | Stoßen (kg) | Stoßen (kg) | Stoßen (kg) | Stoßen (kg) | Gesamt (kg) |
| Rang | Athlet               | Nation             | Kgw.   | 1            | 2            | 3            | Erg.         | 1           | 2           | 3           | Erg.        | 1           | 2           | 3           | Erg.        | Gesamt (kg) |
| ---- | -------------------- | ------------------ | ------ | ------------ | ------------ | ------------ | ------------ | ----------- | ----------- | ----------- | ----------- | ----------- | ----------- | ----------- | ----------- | ----------- |
| 1    | Jaan Talts           | Sowjetunion        | 109,50 | 200,0        | 200,0        | 210,0        | 210,0 OR     | 157,5       | 165,0       | 165,0       | 165,0       | 205,0       | 205,0       | 225,0       | 205,0       | 580,0 OR    |
| 2    | Alexandar Krajtschew | Bulgarien          | 108,40 | 190,0        | 195,0        | 197,5        | 197,5        | 155,0       | 160,0       | 162,5       | 162,5       | 197,5       | 202,5       | 202,5       | 202,5       | 562,5       |
| 3    | Stefan Grützner      | DDR                | 105,00 | 177,5        | 185,0        | 190,0        | 185,0        | 157,5       | 162,5       | 165,0       | 162,5       | 200,0       | 207,5       | 215,0       | 207,5 OR    | 555,0       |
| 4    | Helmut Losch         | DDR                | 105,90 | 180,0        | 187,5        | 190,0        | 190,0        | 145,0       | 150,0       | 152,5       | 152,5       | 200,0       | 205,0       | 215,0       | 205,0       | 547,5       |
| 5    | Roberto Vezzani      | Italien            | 110,00 | 187,5        | 192,5        | 195,0        | 192,5        | 147,5       | 152,5       | 152,5       | 147,5       | 195,0       | 200,0       | 205,0       | 205,0       | 545,0       |
| 6    | János Hanzlik        | Ungarn             | 109,45 | 185,0        | 190,0        | 195,0        | 190,0        | 152,5       | 157,5       | 160,0       | 157,5       | 195,0       | 195,0       | 200,0       | 195,0       | 542,5       |
| 7    | Kauko Kangasniemi    | Finnland           | 103,90 | 175,0        | 180,0        | 180,0        | 175,0        | 160,0       | 165,0       | 167,5       | 165,0       | 197,5       | 197,5       | 197,5       | 197,5       | 537,5       |
| 8    | Rainer Dörrzapf      | BR Deutschland     | 97,80  | 170,0        | 175,0        | 175,0        | 170,0        | 160,0       | 165,0       | 170,0       | 165,0       | 170,0       | 180,0       | 187,5       | 187,5       | 522,5       |
| 9    | Rudolf Strejček      | Tschechoslowakei   | 109,70 | 177,5        | 177,5        | 182,5        | 177,5        | 145,0       | 145,0       | 150,0       | 150,0       | 190,0       | 195,0       | 197,5       | 195,0       | 522,5       |
| 10   | Frank Capsouras      | Vereinigte Staaten | 101,70 | 162,5        | 162,5        | 170,0        | 170,0        | 142,5       | 150,0       | 155,0       | 150,0       | 190,0       | 200,0       | 205,0       | 200,0       | 520,0       |
| 11   | Alan Ball            | Vereinigte Staaten | 108,90 | 155,0        | 162,5        | 167,5        | 167,5        | 152,5       | 162,5       | 167,5       | 162,5       | 180,0       | 185,0       | -           | 185,0       | 515,0       |
| 12   | Javier González      | Kuba               | 99,75  | 165,0        | 165,0        | 170,0        | 165,0        | 142,5       | 147,5       | 147,5       | 147,5       | 182,5       | 192,5       | 197,5       | 197,5       | 510,0       |
| 13   | Dave Hancock         | Großbritannien     | 109,90 | 170,0        | 175,0        | 177,5        | 177,5        | 132,5       | 137,5       | 142,5       | 142,5       | 185,0       | 190,0       | 197,5       | 190,0       | 510,0       |
| 14   | Jean-Paul Fouletier  | Frankreich         | 108,65 | 175,0        | 175,0        | 175,0        | 175,0        | 150,0       | 155,0       | 155,0       | 150,0       | 180,0       | 180,0       | 185,0       | 180,0       | 505,0       |
| 15   | Andrés Martínez      | Kuba               | 105,10 | 165,0        | 170,0        | 172,5        | 170,0        | 135,0       | 135,0       | 140,0       | 135,0       | 185,0       | 195,0       | 200,0       | 195,0       | 500,0       |
| 16   | Edgar Kjerran        | Norwegen           | 108,20 | 175,0        | 180,0        | 180,0        | 175,0        | 135,0       | 140,0       | 145,0       | 140,0       | 180,0       | 185,0       | 185,0       | 180,0       | 495,0       |
| 17   | Peter Phillips       | Australien         | 109,80 | 170,0        | 175,0        | 175,0        | 170,0        | 137,5       | 142,5       | 142,5       | 137,5       | 180,0       | 180,0       | -           | 180,0       | 487,5       |
| 18   | Ken Price            | Großbritannien     | 101,20 | 162,5        | 167,5        | 172,5        | 167,5        | 137,5       | 137,5       | 142,5       | 137,5       | 175,0       | 182,5       | 182,5       | 175,0       | 480,0       |
| 19   | Óskar Sigurpálsson   | Island             | 105,30 | 170,0        | 177,5        | 177,5        | 177,5        | 117,5       | 125,0       | 125,0       | 117,5       | 175,0       | 180,0       | 182,5       | 182,5       | 477,5       |
| 20   | Pablo Juan Campos    | Puerto Rico        | 108,30 | 155,0        | 155,0        | 165,0        | 165,0        | 125,0       | 125,0       | 125,0       | 125,0       | 175,0       | 182,5       | 182,5       | 182,5       | 472,5       |
| 21   | Bent Harsmann        | Dänemark           | 107,35 | 152,5        | 157,5        | 162,5        | 157,5        | 132,5       | 140,0       | 140,0       | 132,5       | 167,5       | 175,0       | 180,0       | 175,0       | 465,0       |
| 22   | Price Morris         | Kanada             | 109,60 | 155,0        | 155,0        | 165,0        | 155,0        | 127,5       | 137,5       | 137,5       | 127,5       | 175,0       | 180,0       | 180,0       | 175,0       | 457,5       |
| 23   | Henry Phillips       | Panama             | 103,80 | 150,0        | 157,5        | 162,5        | 157,5        | 122,5       | 127,5       | 132,5       | 132,5       | 165,0       | 172,5       | 172,5       | 165,0       | 455,0       |
|      | Eivind Rekustad      | Norwegen           | 109,85 | 180,0        | 180,0        | 180,0        | 180,0        | 155,0       | 155,0       | 155,0       | NVL         |             |             |             |             | DNF         |
|      | Stantscho Pentschew  | Bulgarien          | 107,55 | 190,0        | 190,0        | 190,0        | NVL          |             |             |             |             |             |             |             |             | DNF         |
|      | Taito Haara          | Finnland           | 109,00 | 185,0        | 185,0        | 185,0        | NVL          |             |             |             |             |             |             |             |             | DNF         |